# Maco (Davao de Oro)
Maco ist eine philippinische Stadtgemeinde in der Provinz Davao de Oro. Sie hat 81.277 Einwohner (Zensus 1. August 2015).

## Baranggays
Maco ist politisch in 37 Baranggays unterteilt.
| - Anibongan - Anislagan - Binuangan - Bucana - Calabcab - Concepcion - Dumlan - Elizalde (Somil) - Pangi (Gaudencio Antonio) - Gubatan - Hijo - Kinuban - Langgam | - Lapu-lapu - Libay-libay - Limbo - Lumatab - Magangit - Malamodao - Manipongol - Mapaang - Masara - New Asturias - Panibasan - Panoraon | - Poblacion - San Juan - San Roque - Sangab - Taglawig - Mainit - New Barili - New Leyte - New Visayas - Panangan - Tagbaros - Teresa |

## Geschichte
Im Februar 2024 gab es in der Nähe einer Goldmine in Maco einen Erdrutsch. Diesem waren wochenlange Regenfälle vorausgegangen. Dabei starben mindestens sechs Menschen. Zwei Busse, in denen sich Arbeiter der Mine befanden, und mehrere Häusern wurden von den Erdmassen verschüttet.